# E. E. Evans-Pritchard
Sir Edward Evan Evans-Pritchard, a Brit Akadémia tagja (1902.szeptember 21 – 1973.szeptember 11), ismertebb nevén E. E. Evans-Pritchard, angol kulturális antropológus, aki közreműködött a társadalmi antropológia fejlődésében. A társadalmi antropológia professzora volt, az Oxfordi Egyetemen, 1946-tól 1970-ig.

## Oktatási területe és munkássága
Evans-Pritchard tanulmányait a Winchester College-ban kezdte, majd történelmet tanult az Exeter College-ban, Oxford, ahol  R. R. Marett befolyásolta további tanulmányait, majd posztgraduális képzésben vett részt a London School of Economics területén. Ahol Bronisław Malinowski, különösen Charles Gabriel Seligman, az alapító szudáni néprajzkutató, hatása alá került. Az első terepmunkája 1926-ban kezdődött, az Azande-törzsnél, akik a Felső – Nílus emberei, ez a kutatás eredményezte, mind a doktori (1927-ben), mind a nagy klasszikusát "Witchcraft, Oracles and Magic Among the Azande" (1937-ben). Evans-Pritchard előadásokat tartott az LSE-ben, és kutatásokat végzett Azande és Bongo föld területén, amíg 1930-ban egy új kutatási projektbe nem kezdett a Nuer törzs területén.
Ez a kutatása egybeesett a Kairói Egyetem időpontjával 1932-ben, ahol egy előadássorozatot tartott Seligman hatására a vallásról. Majd hazatért Oxfordba, ahol folytatta a Nuer kutatást. Ez volt egyben az az időszak, amikor először találkozott Meyer Fortesal, A. R. Radcliffe-Brownal. Evans-Pritchard kezdett fejlődő Radcliffe-Brown program a strukturális-funkcionalizmus alapján. Ennek eredményeként, a Nuerről szóló trilógiája (A Nuer, Nuer Vallás, Rokonság, Házasság Között a Nuer), valamint az Afrikai Politikai Rendszerek címmel kiadott kötete a brit szociálantropológia klasszikusainak tekinthető. Evans-Pritchard "Witchcraft, Oracles and Magic Among the Azande" című könyve az első jelentős antropológiai hozzájárulás a tudás szociológiájához, amely a tudás révén semleges — egyesek szerint "relativista" álláspontot képviselnek a Zande hiteire vonatkozó ok-okozati összefüggésekről. Evans-Pritchard empirikus munkája ebben a tekintetben jól ismertté vált a tudományfilozófiával és az 1960-as és 1970-es "racionalitás" vitákkal kapcsolatban, amelyekben Thomas Kuhn és különösen Paul Feyerabend vett részt.
A második világháború idején Evans-Pritchard szolgált Etiópiában, Líbiában, Szudánban és Szíriában. Szudánban az anuakok között illegális csapatokat állított fel, hogy zaklassák az olaszokat és hogy gerilla hadviseléssel foglalkozzanak. 1942-ben Észak-Afrikában a Cyrenaica brit katonai közigazgatásra küldték, és az ottani tapasztalatai alapján elkészítette a Cirenaica Sanusi-t. Az olasz hódítással szembeni helyi ellenállás dokumentálásában néhány angol nyelvű író egyike volt a tariqának.
Cambridge-ben rövid idő után Evans-Pritchard az Oxfordi Egyetem és az All Souls College társadalmi antropológiájának professzora lett. A karrierje hátralévő részében az All Souls College-ban dolgozott. A doktori hallgatók között azt tanácsolta M. N. Srinivas, az indiai szociológusok között a doyen, aki az indiai szociológiai diskurzus néhány kulcsfontosságú koncepcióját összefogta, beleértve a "szanszkritizációt", a "domináns kasztot" és a "szavazati bankot". Az egyik diákja Talal Asad volt, aki most a New York-i Városi Egyetemen tanít. Mary Douglas klasszikus tisztasága és veszélye a szennyezésekre és a bizonytalanságra – amit gyakran "kockázatoknak" neveznek – alapvetően befolyásolta Evans-Pritchard azon nézete, hogy a vádakat, a felelősséget és a felelősséget hogyan alkalmazzák a szerencsétlenség és az ártalom kulturális jellegű fogalmai.

## Későbbi elméletek
Evans-Pritchard későbbi munkája elméletibb, az antropológus tapasztalataira támaszkodva, hogy filozófizáljon az antropológia természetéről és arról, hogy hogyan kell legjobban gyakorolni. 1950-ben híresen elutasította az általánosan megfogalmazott nézetet, miszerint az antropológia természettudomány, és inkább azzal érvelt, hogy csoportosítani kell a bölcsészettudományok között, különösen a történelemben. Azzal érvelt, hogy az antropológusok előtt álló fő kérdés egy olyan fordítás volt, amely lehetővé teszi, hogy saját gondolatait egy másik kultúra világába fordítsa, és így megértse azt, majd fordítsa le ezt a megértést, hogy megmagyarázza az embereknek a saját kultúrájukban.
1965-ben megjelentette a kiemelkedő Primitív Vallás Teóriája elméletét, vitatkozva az akkori "primitív" vallási gyakorlatok meglévő elméleteiről. Az 1950-es évek elméleti munkája mentén vitatkozva azt állította, hogy az antropológusok ritkán sikerült belépniük az általuk tanulmányozott emberek elméjébe, és így nekik olyan motivációkat tulajdonítottak, amelyek jobban illeszkedtek magukhoz és saját kultúrájukhoz, nem pedig azokhoz, . Azt is állította, hogy a hívők és a nem hívők nagyon eltérő módon közelítik meg a vallás tanulmányozását, mivel a nem hívők gyorsabban találják fel a biológiai, szociológiai vagy pszichológiai elméleteket, hogy a vallást illúzióként fejtsék ki, és a hívők valószínűleg jönnek olyan elméletekkel, amelyek a vallást a valóság koncepcionálásának és a valósághoz való viszonyulásnak magyarázzák.

## Élete és családja
Edward Evan Evans-Pritchard-ben született Crowborough-ban, East Sussex-ben, Angliában, egy anglikán lelkész fiaként. 1944-ben áttért a Római Katolikus hitre.
Családja és barátai körében "EP"-nek becézték, Evans-Pritchard öt gyermeket nevelt a feleségével Ioma-val. Legfiatalabb fia, Ambrose Evans-Pritchard, külföldi tudósító Latin-Amerikában, az Egyesült Államokban és Európában, és a londoni Daily Telegraph nemzetközi üzleti szerkesztője. Fiatalabb lánya, Deirdre Evans-Pritchard PhD, a folklór és a közel-keleti tanulmányok szakértője, Fulbright-Ösztöndíjban részesült. Legidősebb lánya, Shineen Evans-Pritchard, üzletasszony. Két másik gyermeke, az ikrek: számítógépekkel foglalkozó Nicky Evans-Pritchard és John Evans-Pritchard, közgazdász, tanár és több könyv szerzője.
Evans-Pritchard meghalt 1973. szeptember 11-én Oxfordban.

## Díjai, elismerései
Evans-Pritchardot 1971-ben lovaggá ütötték. 1972-ben, egy emlékkönyvet készítettek tiszteletére Szudán etnográfiai esszéiből, amelyet Sir Edward Evans-Pritchardnak ajánlottak.

## Galéria

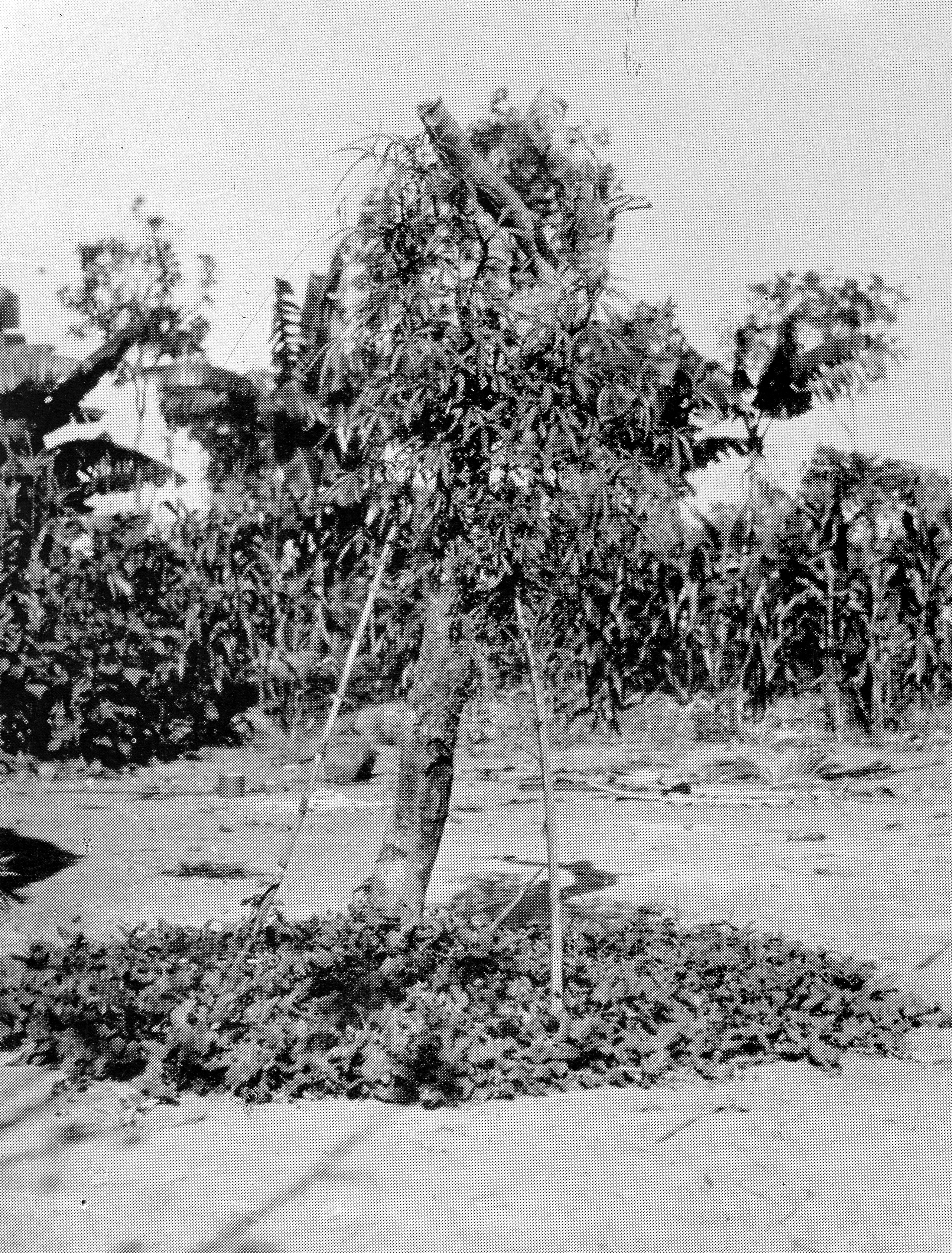
A dél-szudáni Evans-Pritchard fotográfiája a Pitt Rivers Múzeum gyűjteményében
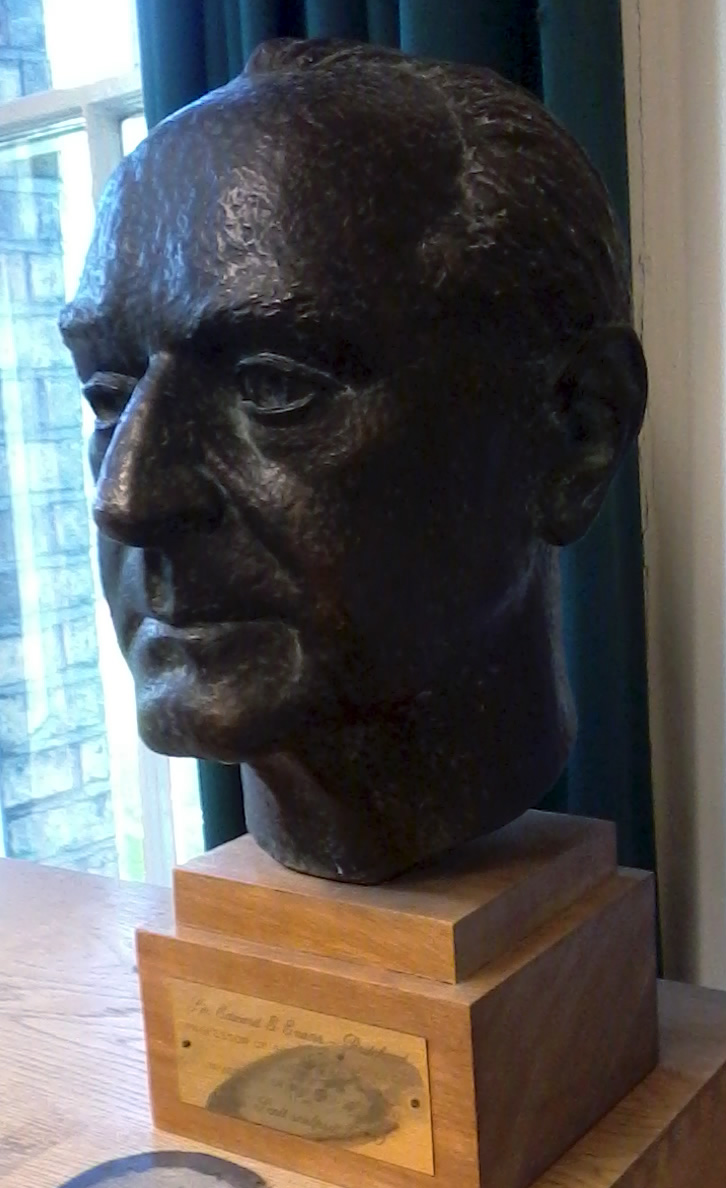
Mellszobor Evans-Pritchard

## Bibliográfia
- 1937 Witchcraft, Oracles and Magic Among the Azande., . Oxford University Press. 1976 rövidített kiadás: ISBN 0-19-874029-8
- 1940a The Nuer: A Description of the Modes of Livelihood and Political Institutions of a Nilotic People. Oxford: Clarendon Press.
- 1940b "The Nuer of the Southern Sudan". in African Political Systems  M. Fortes, E. E. Evans-Pritchard, eds., London: Oxford University Press., p. 272-296.
- 1949-ben A Sanusi a Cyrenaica. London: Oxford: Oxford University Press.
- 1951a Kinship and Marriage Among the Nuer.. Oxford: Clarendon Press.
- 1951b "Kinship and Local Community among the Nuer". in African Systems of Kinship and Marriage. A. R. Radcliffe-Brown, D. Forde, eds., London: Oxford University Press. p. 360-391.
- . (July 1953), "The Sacrificial Role of Cattle among the Nuer", Africa: Journal of the International African Institute (Edinburgh University Press) 23 (3):  181–198, <http://anth198.pbworks.com/f/Evans-Pritchard+(1953)+-+The+Sacrificial+Role+of+Cattle+Among+the+Nuer.pdf>. Hozzáférés ideje: 20 November 2011
- 1956 Nuer Religion. Oxford: Clarendon Press.
- 1962-ben TSocial Anthropology and Other Essays. New York: Free Press. BBC Harmadik Program, Előadások, 1950.
- 1965 – Theories of Primitive Religion. Oxford University Press. ISBN 0-19-823131-8
- 1967-Ben The Zande Trickster. Oxford: Clarendon Press.
- 1971-ben a La femme dans les societés primitives et autres essais d'anthropologie sociale. Paris: Presses Universitaires de France.
- . (1971), "Sources, with Particular Reference to the Southern Sudan", Cahiers d'études africaines 11 (41):  129–179, <http://www.persee.fr/web/revues/home/prescript/article/cea_0008-0055_1971_num_11_41_2815>. Hozzáférés ideje: 20 November 2011